# Peter J. Parker
Peter Joseph Jacques Parker FRS (geb. 30. September 1954) ist ein britischer Biochemiker und Krebsforscher.

## Leben
Parker erwarb an der Universität Oxford einen Bachelor in Biochemie und 1979 bei Philip Randle ebenfalls in Oxford seinen Ph.D., ebenfalls in Biochemie. Nach Forschungsstationen als Postdoktorand für das Medical Research Council (MRC) in Dundee und den Imperial Cancer Research Fund (ICRF) in London übernahm er 1985 die Leitung eines Forschungslabors am ICRF und 1986 am Ludwig Institute for Cancer Research. 1990 wurde er Forschungsleiter (Principal Investigator) am ICRF, das 2002 in Cancer Research UK umbenannt wurde. Parker wurde im Jahre 2006 Abteilungsleiter für Krebsstudien am King’s College London und ab 2015 Gruppenleiter am Francis Crick Institute, ebenfalls in London, das die Nachfolgeinstitution des Cancer Research UK’s London Research Institute ist. Er ist Professor am King’s College.

## Leistungen
Zu Parkers Forschungsschwerpunkten zählen Signaltransduktion, Biomarker, Onkologie und molekulare Zellbiologie. Zu seinen meistbeachteten Forschungsleistungen gehören Arbeiten zur Proteinkinase C.
In etwa 20 Jahren Forschungstätigkeit hat Peter Parker über 300 Fachartikel als Autor oder Mitautor verfasst. Mehrere davon sind über 1000-mal zitiert worden. Parker hat je nach Quelle einen h-Index zwischen 89 und 99. Er ist an mehreren Patentanmeldungen in seinem Fachgebiet beteiligt.

## Ehrungen und Auszeichnungen
1997 wurde Parker in die European Molecular Biology Organisation gewählt, 2006 als Mitglied (Fellow) in die Royal Society.

## Publikationen (Auswahl)
- L. Coussens, P. J. Parker, L. Rhee, T. L. Yangfeng, E. Chen, M. D. Waterfield, U. Francke, A. Ullrich: Multiple, Distinct Forms of Bovine and Human Protein-Kinase-C Suggest Diversity in Cellular Signaling Pathways. In: Science. Band 233, Nr. 4766, 22. August 1986, S. 859–866, doi:10.1126/science.3755548.
- L. V. Dekker, P. J. Parker: Protein-Kinase-C - a Question of Specificity. In: Trends in Biochemical Sciences. Band 19, Nr. 2, Februar 1994, S. 73–77, doi:10.1016/0968-0004(94)90038-8.
- J. A. Le Good, W. H. Ziegler, D. B. Parekh, D. R. Alessi, P. Cohen, P. J. Parker: Protein kinase C isotypes controlled by phosphoinositide 3-kinase through the protein kinase PDK1. In: Science. Band 281, Nr. 5385, 25. September 1998, S. 2042–2045, doi:10.1126/science.281.5385.2042.
- H. Mellor, P. J. Parker: The extended protein kinase C superfamily. In: Biochemical Journal. Band 332, 1. Juni 1998, S. 281–292.
- B. Vanhaesebroeck, S. J. Leevers, K. Ahmadi, J. Timms, R. Katso, P. C. Driscoll, R. Woscholski, P. J. Parker, M. D. Waterfield: Synthesis and function of 3-phosphorylated inositol lipids. In: Annual Review of Biochemistry. Band 70, 2001, S. 535–602, doi:10.1146/annurev.biochem.70.1.535.